# Tirante el Blanco
Tirante el Blanco è un film del 2006 diretto da Vicente Aranda, tratto dal romanzo cavalleresco Tirant lo Blanch di Joanot Martorell.
Il film, ambientato nel XV secolo, è stato realizzato con la partecipazione della Spagna, dell'Italia e della Gran Bretagna e girato a Madrid, ad Istanbul, in Andalusia ed in Sicilia, nel Palazzo dei Normanni di Palermo.